# Polska Formuła Easter
Polska Formuła Easter – rozgrywane w ramach Wyścigowych Samochodowych Mistrzostw Polski wyścigi według przepisów Formuły Easter. Seria zastąpiła Polską Formułę 3 i była rozgrywana w latach 1973–1994.

## Mistrzowie
| Sezon       | Mistrz                    | Zespół                      | Samochód                  |
| ----------- | ------------------------- | --------------------------- | ------------------------- |
| 1973        | Aleksander Oczkowski      | Automobilklub Śląski        | Promot-Rak 67-Polski Fiat |
| 1974 – 1975 | mistrzostw nie rozgrywano | mistrzostw nie rozgrywano   | mistrzostw nie rozgrywano |
| 1976        | Józef Kiełbania           | Automobilklub Świętokrzyski | Promot-Rak 67             |
| 1977        | Marcin Biernacki          | Automobilklub Warszawski    | Promot-Polski Fiat        |
| 1978        | Marcin Biernacki          | Automobilklub Warszawski    |                           |
| 1979        | Marcin Biernacki          | Automobilklub Warszawski    |                           |
| 1980        | Otto Bartkowiak           | Automobilklub Śląski        | MTX 1-03-Łada             |
| 1981        | Andrzej Hołowiej          | GAMK Budowlani Gdańsk       | MTX 1-03-Łada             |
| 1982        | Andrzej Hołowiej          | GAMK Budowlani Gdańsk       | MTX 1-03-Łada             |
| 1983        | Andrzej Hołowiej          | GAMK Budowlani Gdańsk       | MTX 1-03-Łada             |
| 1984        | Jerzy Mazur               | Automobilklub Dolnośląski   | MTX 1-06                  |
| 1985        | Stefan Banaszak           | Automobilklub Szczeciński   | Promot II-Łada            |
| 1986        | Stefan Banaszak           | Automobilklub Szczeciński   | Promot II-Łada            |
| 1987        | Jerzy Mazur               | Automobilklub Dolnośląski   | MTX 1-06-Łada             |
| 1988        | Andrzej Godula            | Automobilklub Krakowski     | Promot III-Łada           |
| 1989        | Mariusz Podkalicki        | Automobilklub Szczeciński   | Promot III-Łada           |
| 1990        | Mariusz Podkalicki        | Automobilklub Szczeciński   | Promot III-Łada           |
| 1991        | Jacek Szmidt              | Automobilklub Toruński      | MTX 1-06                  |
| 1992        | Jarosław Podsiadło        | Automobilklub Kielecki      | Estonia 21                |
| 1993        | Kazimierz Sołtowski       | Automobilklub Szczeciński   | Promot II-Łada            |
| 1994        | Krzysztof Wodziński       | Castrol Racing Team         | Promot III-Łada           |